# 阿卜杜拉水道
阿卜杜拉水道（阿拉伯语：‎，Khawr Abd Allah）也称阿布杜拉湾，是位于科威特与伊拉克之间的一段水域，大致呈西北-东南走向，东南接波斯湾，西北延申进入伊拉克境内部分称为祖拜尔水道（祖拜尔湾），经运河与底格里斯河-幼发拉底河水系相通，沿岸有伊拉克港口城市乌姆盖斯尔。阿卜杜拉水道西南和南面为科威特的布比延岛和沃尔拜岛。